# Jutsu (Naruto)
Na série de anime e mangá Naruto, Jutsu (術, lit. Técnica) é considerado qualquer técnica ninja (shinobi) que um ser humano comum dificilmente poderia aprender naturalmente. Os Jutsus dependem em algumas ocasiões da manipulação do Chakra, sendo essa dada normalmente por vários métodos, sendo o mais comum a realização dos selos de mão.
Fora da ficção, o termo japonês jutsu é utilizado para descrever qualquer técnica, poder, habilidade ou (compreendendo em seu âmbito), artes em geral. Dentro da ficção, os jutsus podem incluir técnicas de luta comuns até técnicas mágicas, e até algumas mais cômicas, como Sexy no Jutsu, em que o adversário passa a ver o aplicador do jutsu como uma mulher sexy e nua, com o objetivo de que assim fique confuso e distraído, durante a batalha.

## Conceito e desenvolvimento
Masashi Kishimoto desenvolveu o conceito de jutsu para explicar as façanhas sobre humanas que os ninjas realizam na série Naruto. Ele pretendia usar o design para os ninjas em Naruto para dissipar noções preconcebidas sobre ninjas popularizado por outros mangás e trazer uma tomada original para a apresentação dos ninjas no mangá. O uso de selos de mão substitui os encantamentos de magia encontrados em outras fontes e foi baseado nos movimentos de ninja em vários RPGs. Os selos de mão são baseados nos personagens do zodíaco chinês, que é uma tradição de longa data no Japão, e Kishimoto os usou especificamente para recorrer a essa tradição.
Embora o conceito de chakra apareça na mitologia indiana, bem como no budismo e em outros sistemas de crenças, quando solicitado em uma entrevista, Kishimoto afirmou que nenhuma dessas influências foi a base para o uso do conceito em Naruto. Ele afirmou ainda que era um termo para aplicar uma definição concreta à habilidade dos ninjas de usar jutsu na série e é comparável a Força em Star Wars ou a pontos de magia em jogos de RPG.

## Tipos
Baseado na dificuldade de um Jutsu, ele é dividido em seis níveis. São estes: E, D, C, B, A, S; do mais fácil ao mais difícil, sendo que alguns Jutsus especiais como aqueles passados na família (Hijutsu) ou pelo sangue (Kekkei Genkai) não têm classificação.
Os Jutsus se dividem em algumas categorias básicas, que se sub-dividem:

### Ninjutsu
Ninjutsu é qualquer técnica que use manipulação de Chakra para ser realizada, e é a mais tradicional das artes ninja. Geralmente precisam de selos manuais (que moldam o Chakra em formas específicas) e muita concentração para funcionarem com eficiência. Quanto maior for a experiência do ninja, mais rápida é a velocidade da técnica, e às vezes o uso de selos se torna desnecessário. Um belo exemplo de jutsu que não usa selos é o Rasengan. Naruto Uzumaki, por exemplo pode ou não usar o seu Kage Bushin no Jutsu (Jutsu Clone das Sombras) para realizar a Liberação de Vento: Rasengan.
Alguns ninjutsus podem ser classificados como ninjutsus elementais, quando usam um elemento específico:
- Doton (Estilo Terra); Ex. Doryuuheki no Jutsu
- Suiton (Estilo Água); Ex. Suijinheki no Jutsu
- Katon (Estilo Fogo); Ex. Goukakyuu no Jutsu
- Fuuton (Estilo Vento); Ex. Rasenshuriken
- Raiton (Estilo Relâmpago); Ex. Chidori

Além desses, existem combinações de elementos que só podem ser utilizados através de Kekkei Genkai (Linhagem Sanguínea Avançada) ou pelos Bijuu's e alguns de seus usuários notáveis:
- Mokuton (Madeira) - Água + Terra; Yamato,[6] ANBU, capitão substituto do time 7 de Konohagakure
- Hyouton (Gelo) - Água + Vento; Haku[7] de Kirigakure, parceiro de Zabuza Momochi
- Youton (Lava) - Fogo + Terra; Mei Terumi[8] Mizukage de Kirigakure
- Ranton (Tempestade) - Relâmpago + Água; Darui[9][10] braço direito do Raikage, Kumogakure
- Futton (Fervura) - Água + Fogo; Mei Terumi[11]
- Bakuton (Explosão) - Terra+Fogo; Deidara, Akatsuki
- Shakuton (Calor) - Fogo + Vento; Pakura da Areia,[12] Sunagakure
- Jiton (Magnetismo) - Vento + Terra; Rasa,[13] Kazekage de Sunagakure pai de Gaara, e morto por Orochimaru.

Existem também as Kekkei Touta, uma variante avançada de kekkei genkai.
- Jinton (Pó) - Vento + Fogo + Terra Onoke terceiro Tsuchikage;[14]

Existe um estilo único, que é usado por Uchihas, ele não é fusão de nenhum outro estilo, mas também não é um estilo principal.
- Enton (Inferno)- é o estilo usado no Amaterasu, que é gerado por Mangekyou Sharingan.

No anime e nos filmes, existem os seguintes elementos avançados não-canônicos, de composição desconhecida.
- Shouton (Cristal)
- Meiton (Escuridão)
- Jinton (Agilidade)
- Kouton (Aço)

Outros ninjutsu incluem:
- Kawarimi no Jutsu - Técnica ninja básica, quase todos os shinobis usam[15] Quando em perigo, o ninja põe algo no lugar dele, não se machucando. Normalmente se põe madeira com Henge no Jutsu transformado no ninja, ou qualquer outra coisa. sua primeira aparição foi em Naruto, Episódio 2.
- Nawanuke no Jutsu - Ninjutsu básico[16] que permite que o ninja desamarre cordas.

### Genjutsu (jutsu de ilusão)
O Genjutsu manipula o Chakra para atingir o sistema nervoso do adversário, confundindo e enganando os cinco sentidos (paladar, olfato, visão, audição e tato) para assim criar ilusões. Apesar de parecer algo simples, Genjutsus podem ser agressivos o bastante para paralisar um ninja experiente e deixá-lo em estado de choque, vulnerável a ataque ou permitindo assim a fuga do usuário de Genjutsu.
Mesmo o mais simples dos Genjutsus exige que o usuário tenha boa manipulação de chakra e seja inteligente o suficiente para saber usar esse tipo de técnica numa batalha. Da mesma forma, um ninja precisa ter uma capacidade intelectual razoável para conseguir reconhecer e desfazer um Genjutsu; ou, no caso do Clã Uchiha, ter o Sharingan desenvolvido e ativado. No entanto, tudo depende do nível da técnica utilizada.
Como o Genjutsu usa o Chakra da vítima contra ela mesma, a forma mais comum de cancelar seu efeito é interrompendo o fluxo natural de Chakra, através da técnica Kai. Se isso não funcionar, a dor intensa consegue acabar o efeito da ilusão, ou alguém livre do Genjutsu pode inserir seu próprio Chakra no fluxo da vítima para interromper a técnica. entre os Genjutsus, se destacam os usados por Sharingan e Mangekyou Sharingan. O Genjutsu mais conhecido é o Tsukuyomi Infinito, no qual o usuário precisa ter acesso ao Rinne Sharingan, para poder prender o adversário num mundo de sonhos que não é acabado de jeito nenhum, a não ser matando o usuário do Genjutsu.

### Taijutsu
Taijutsus é uma forma de combate que se baseia nas capacidades físicas. As técnicas podem envolver o uso das artes marciais (com estilos de luta específicos ou livres), e também qualquer tipo de aprimoramento das habilidades naturais do ninja. Por isso, Taijutsu se apóia principalmente na própria energia do corpo, sem muita necessidade de manipulação de Chakra em sua forma primitiva.
No entanto, misturar controle de Chakra com habilidades de combate corporal aumenta, e muito, a eficiência e o poder dos golpes, como o Jyuuken do Clã Hyuuga da Vila Oculta da Folha e os socos e chutes poderosos da Quinta Hokage, Tsunade, e de sua pupila, Sakura Haruno.
Um ninja bem treinado em Taijutsu pode muito bem lutar e cumprir suas missões sem precisar de ninjutsus ou genjutsus, como é o caso do mestre do Taijutsu Maito Gai, e de seu pupilo, Rock Lee.
Um exemplo de Taijutsu é a 'Entrada Dinâmica', que consiste em dar uma voadora simplesmente por sair do chão após um pulo, tendo poder suficiente para quebrar rochas do tamanho de uma casa de dois andares.

### Senjutsu
Senjutsu consiste no uso de técnicas ninjas que utilizam a Energia da Natureza junto ao Chakra comum. Para utilizá-lo, deve-se ser capaz de absorver, na medida correta, a Energia da Natureza ficando absolutamente imóvel. A absorção baixa não permite que se use senjutsus adequadamente, enquanto que a absorção em excesso pode transformar o usuário num "sapo petrificado".
Ao conseguir realizar eficientemente tal método, se pode entrar no "Modo Sennin", em que, além da capacidade de usar senjutus, o usuário ganha um incremento em suas habilidades de maneira geral (tais como velocidade, força, resistência e habilidades sensoriais). No entanto, como o Modo Sennin é temporário e em adição necessita que o usuário fique imóvel, ele possui falhas inerentes que podem tornar seu uso prejudicial. Na tentativa de superar tal problema, Jiraya e o casal Shima e Fukasaku realizam uma "fusão", aonde os sapos podem, aparentemente, transferir sua energia da natureza ao humano e colocá-lo em Modo Sennin imediatamente. A maneira de Naruto de resolver o problema é utilizando clones que juntem a energia enquanto ele luta.
Dentre os usuários temos: Hashirama Senju, Minato Namikaze , Naruto Uzumaki, Jiraya (este declara-se como um mau usuário da técnica),Fukasaku, Shima, Kabuto, entre outros.

## Exemplos
Os jutsus considerados mais poderosos são:
1. Jutsu de Selamento do Clã Uzumaki[17]
2. Shinra Tensei[18]
3. Bomba Bijuu[19]
4. Chibaku Tensei de Nagato[20]
5. Jutsu de Teletransporte[21]
6. Liberação de Poeira: Técnica do Desprendimento do Mundo Primitivo[22]
7. Rasenshuriken[23]
8. Susanoo[24]
9. Amaterasu[25]
10. Tsukuyomi[26]

## Recepção
O criador da série, Masashi Kishimoto criou o conceito para dar aos personagens habilidades especiais e ao mesmo tempo conferir autenticidade aos ninjas do mangá. A apresentação dos inúmeros jutsus gerou críticas, tanto positivas, como negativas de outros editores de anime e mangá, bem como de outras mídias que tratam deste tema. O T.H.E.M. Anime Review comentou a respeito, citando os jutsus com aprovação, sendo um dos elementos centrais da série, mas também criticou o uso da repetição excessiva e contínua das cenas de batalha.